# Sanjeev Gupta

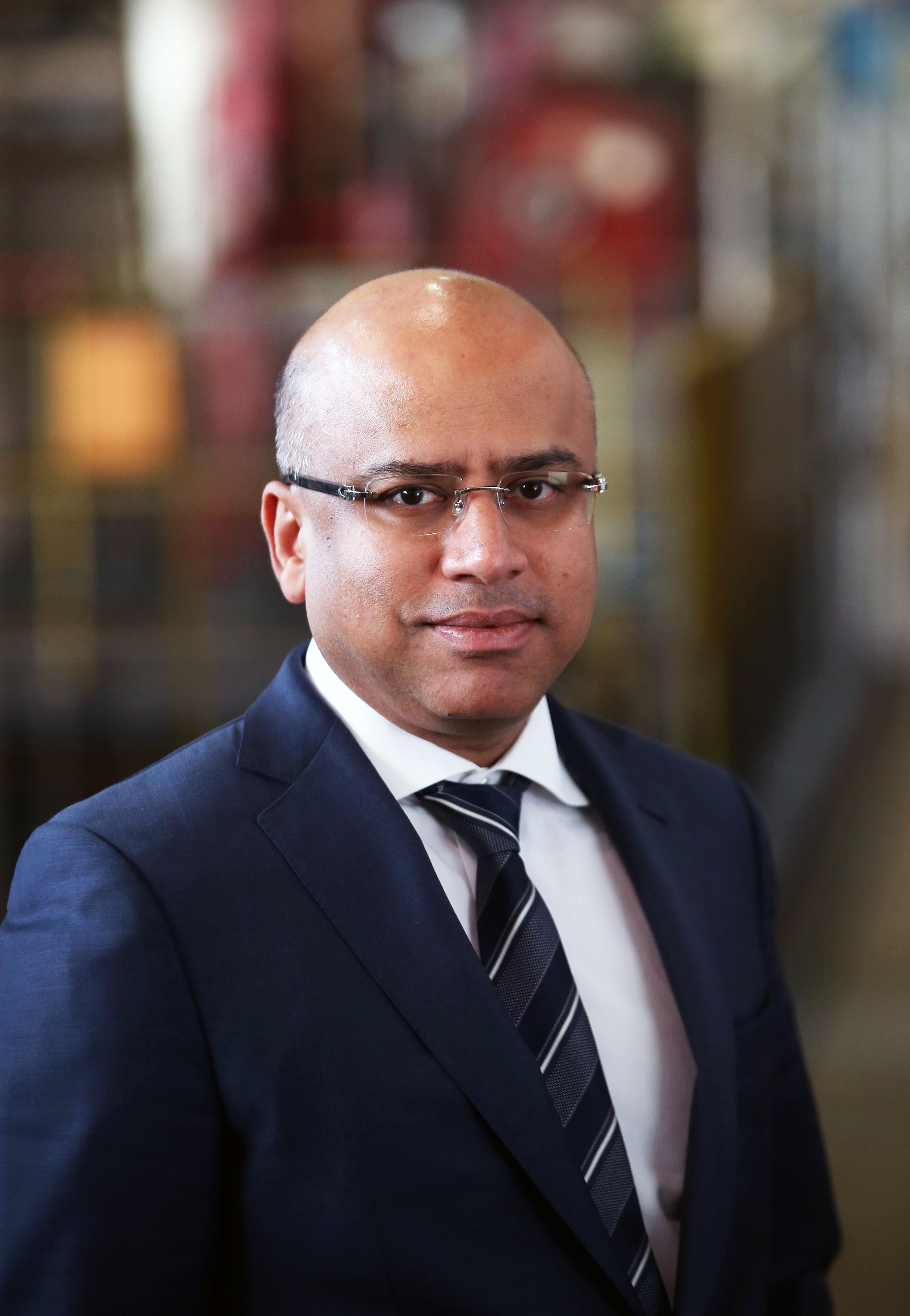
Sanjeev Gupta

Sanjeev Kumar Gupta (geb. September 1971) ist ein in Indien geborener britischer Geschäftsmann und Gründer der Liberty House Group. Er ist CEO und Vorsitzender der GFG Alliance, einer internationalen Unternehmensgruppe, die hauptsächlich in der Stahl- und Bergbauindustrie tätig ist.

## Kindheit und Ausbildung
Gupta wurde in Ludhiana in Punjab als drittes von vier Kindern geboren. Sowohl sein Vater Parduman K Gupta, CEO der SIMEC Group, als auch sein Großvater waren Industrielle. Mit etwa 13 Jahren ging er als Internatsschüler an die St Edmund's School in Canterbury. Nach seinen A-Levels verbrachte er eine kurze Zeit damit, für seinen Vater Fahrräder in der Türkei zu verkaufen, bevor er sich für ein Wirtschaftsstudium am Trinity College in Cambridge einschrieb. Dort gründete er ein Handelsunternehmen, das vor allem Produkte des Familienunternehmens ein- und verkaufte, unter anderem nach Nigeria. Schnell handelte sein Unternehmen pro Tag Waren im Wert von einer Million Pfund. 1995 schloss er sein Studium ab.

## Karriere
Gupta diversifizierte sein Unternehmen und fasste das Handelsgeschäft in drei Kategorien zusammen: Stahl, Chemie und Landwirtschaft. Im Jahr 2009 stieg das Unternehmen in die Stahlherstellung ein und kaufte Werke in Afrika. In den folgenden Jahren kaufte Liberty House immer mehr Stahlwerke auf, vor allem im Vereinigten Königreich und in den USA. 2019 bündelte Gupta alle seine globalen Stahlgeschäfte in der Liberty Steel Group und kündigte an, dass diese bis 2030 das erste klimaneutrale Unternehmen der Welt sein werde. Er erweiterte dieses Ziel später auch auf die Aluminiumsparte, die er 2020 in dem Unternehmen ALVANCE zusammenfasste. Er erwarb sich einen Ruf als Retter der britischen Stahlindustrie und verhandelte auch mit Thyssenkrupp über eine Übernahme der Stahlsparte, was sich jedoch Anfang 2021 zerschlug.
Im Mai 2017 zeichnete S&P Global Platts Gupta als CEO des Jahres aus. Charles, Prince of Wales ernannte Gupta im März 2018 zum offiziellen Botschafter eines Programms, das jungen Menschen den Einstieg in Industriejobs erleichtern soll.
Im November 2016 schloss Gupta den Kauf der Bankensparte von Tungsten ab und benannte sie nach seinem Landsitz Wyelands in Wyelands Bank um. 2019 baute er eine weitere Bank unter dem Namen Commonwealth Trade Bank auf, die er aus der britischen Tochter der nigerianischen Diamond Bank bildete.
Guptas GFG Alliance wurde als intransparent und unglaubwürdig kritisiert. Im Zuge der Affäre um die Insolvenz der Greensill Capital wurde später offenbar, dass Greensill Guptas Unternehmen in großem Umfang Geld vorstreckte und diese Forderungen dann als Anleihen verkaufte. Die zwei Drittel der Bilanzsumme der Greensill Bank sollen auf GFG zurückgehen. Seit Mai 2021 ermittelt die britische Strafverfolgung wegen Betrugs und Geldwäsche gegen Gupta.

## Persönliches
Guptas Frau stammt aus Canvey Island und arbeitete in seiner Firma. Gupta hatte die Beziehung sieben Jahre lang geheim gehalten, bevor sie 2008 heirateten. Gupta und seine Frau besitzen das Landhaus Weylands in der Nähe von Chepstow in Wales.